# Овечкино (Владимирская область)
Ове́чкино — деревня в Собинском районе Владимирской области России, входит в состав Березниковского сельского поселения.

## География
Деревня расположена в 7 км на восток от центра поселения села Березники и в 20 км на юго-восток от райцентра Собинки.

## История
В конце XIX — начале XX века деревня входила в состав Березниковской волости Судогодского уезда, с 1926 года — в составе Собинской волости Владимирского уезда. В 1859 году в деревне числилось 6 дворов, в 1905 году — 29 дворов, в 1926 году — 49 хозяйств и начальная школа.
С 1929 года деревня входила в состав Косьминского сельсовета Собинского района, с 1965 года — в составе Березниковского сельсовета , с 2005 года входит в состав Березниковского сельского поселения.

## Население
| 1859 | 1905 | 1926 |
| ---- | ---- | ---- |
| 81   | 196  | 190  |

| 1859 | 1905 | 1926 | 2002 | 2010 | 2021 |
| ---- | ---- | ---- | ---- | ---- | ---- |
| 81   | ↗196 | ↘190 | ↘0   | →0   | →0   |